# Salicylate
L'ion salicylate, ou 2-hydroxybenzoate, est la base conjuguée de l'acide salicylique et peut former des sels ou des esters carboxyliques.
En parfumerie, le terme salicylé est employé pour parler des odeurs de différents esters de salicylates : salicylate de benzyle, salicylate de méthyle, salicylate d'éthylhexyle, etc. Ces senteurs sont aussi associées à de notes solaire, sable chaud. Certaines de ces molécules ont des facettes davantage florales, minérales, vertes, etc.